# Лидия Ошавкова
Лидия Живкова Ошавкова е видна българска флейтистка, наричана „Първата дама на флейтата в България“.

## Биография
Лидия Ошавкова е родена в град София в семейството на социолога Живко Ошавков (1913 - 1982) от големия дебърски род Ошавкови и Вера Станкова Ошавкова от Видин. Вуйчо ѝ Димо Добрев-Волонид (1919 - 1938) и брат ѝ Лъчезар Ошавков (р. 1940) са художници. Семейството на Ошавкова е току-що напуснало Париж, поради избухналата Втора световна война. След 1944 година семейството се мести в София.
От ранна възраст започва да свири на пиано, а в гимназията преминава на флейта. Завършва Музикалното училище, където работи с флейтиста Ангел Генов. След това завършва Националната музикална академия, където ѝ преподава Йордан Киндалов. Специализирала е при Жан-Пиер Рампал и Ален Марион в Париж и Ница.
След дипломирането си се явява на конкурс в Софийската филхармония и започва работа там. От 1966 до 1994 година е първа флейтистка в Софийската филхармония. В 1989 година основава Нов камерен ансамбъл и е солистка в него до 1995 година. Основателка е и постоянна солистка на Дамския камерен оркестър в Германия, България и Люксембург.
Участва като солистка на Софийската филхармония участва в многобройни турнета в страната и чужбина, в редица международни фестивали в България, Италия, Франция, Япония, като работи с български и чужди оркестри.
Ошавкова преподава флейта в Националната музикална академия „Проф. Панчо Владигеров“. Води майсторски класове и семинари в България, Германия, Холандия, Италия, Гърция, Швейцария, Франция, Турция и Корея. Концертира в редица страни в Европа и Азия.
Членка е на Италианската флейтова академия. Носителка е на наградата „Кристална лира“ от Съюза на музикалните дейци за 2003 година, на наградата „Златна муза“ на Руския културно информационен център за принос в българо-руското културно сътрудничество за 1992 година.